# Orlando Magic
O Orlando Magic é um time norte-americano de basquete profissional com sede em Orlando, Flórida. O Magic compete na National Basketball Association (NBA) como membro da Divisão Sudeste da Conferência Leste.
A franquia foi criada em 1989 como uma franquia de expansão. Estrelas notáveis da NBA como Shaquille O'Neal, Penny Hardaway, Grant Hill, Tracy McGrady, Dwight Howard, Jameer Nelson, Rashard Lewis e Nikola Vucevic jogaram pela equipe ao longo de sua história. Em 32 temporadas, a franquia jogou 16 vezes nos playoffs e foi duas vezes para as Finais da NBA (1995 e 2009).

## História da franquia

### 1985–1986: Criação de equipe
Em setembro de 1985, o empresário de Orlando, Jim L. Hewitt, conversou com o gerente geral do Philadelphia 76ers, Pat Williams, sobre sua ideia de trazer um time da NBA para Orlando. Intrigado com o potencial de uma franquia com sede em Orlando, Williams tornou-se o líder do grupo de investimento um ano depois. Em 19 de junho de 1986, os dois realizaram uma coletiva de imprensa para anunciar sua intenção de buscar uma franquia da NBA.
Ao mesmo tempo, Hewitt e Williams decidiram realizar um concurso no jornal Orlando Sentinel para conseguir nomes para a franquia. De um total de 4.296 inscrições submetidas, os nomes foram posteriormente reduzidos a quatro, "Heat", "Tropics", "Juice" e "Magic". Em 27 de julho de 1986, foi anunciado que o comitê escolheu Magic para ser o novo nome da franquia de Orlando na NBA. O nome "Magic" faz alusão à maior atração turística e o motor econômico da região, Walt Disney World e o Magic Kingdom. Hewitt acrescentou: "Você olha para todos os aspectos da Flórida e você acha que é realmente um lugar emocionante, um lugar mágico."
Muitos, incluindo o próprio Williams, pensaram que Miami ou Tampa eram melhores locais na Flórida para uma franquia, dado que Orlando era uma pequena cidade sem um grande aeroporto e uma arena adequada. Hewitt trouxe investidores como o desenvolvedor imobiliário William DuPont, o proprietário do Orlando Renegades, Don Dizney, e os proprietários da Southern Fruit Citrus, Jim e Steve Caruso, e convenceu os funcionários da cidade de Orlando a aprovar um projeto de arena. Enquanto isso, Williams fez apresentações ao comissário da NBA, David Stern, e aos donos das outras equipes da liga que a cidade era viável.
Em abril, o comitê de franquia recomendou que Minnesota e Charlotte definitivamente justificassem suas equipes da NBA como parte da expansão planejada. A decisão do comitê de franquia colocou a equipe de Orlando em dúvida, quando eles avisaram que o estado da Flórida deveria ser alocado apenas uma equipe como parte da expansão de três equipes. Este feedback colocou a franquia planejada de Orlando contra a planejada equipe Florida Heat, que finalmente foi chamada de Miami Heat. Quando os grupos de donos de Miami e Orlando fizeram lançamentos bem-sucedidos, o comitê de expansão decidiu expandir para quatro equipes, permitindo que ambas tivessem uma franquia.
Após uma taxa de expansão de US $ 32,5 milhões, o Orlando Magic tornou-se a primeira franquia de esportes profissionais na área de Orlando. Foram uma das quatro novas franquias de expansão concedidas pela NBA em 1987, juntamente com o Charlotte Hornets, Miami Heat e Minnesota Timberwolves. O Magic contratou Matt Guokas como o primeiro treinador da equipe. Ele ajudou o Magic a selecionar 12 jogadores no draft de expansão da NBA em 15 de junho de 1989. Em 27 de junho de 1989, o Magic selecionou Nick Anderson como a 11ª escolha na primeira rodada do draft de 1989, essa foi a primeira escolha de draft da franquia.

### 1989–1992: Primeiros anos
O primeiro jogo do Magic foi um jogo de exibição contra o então campeão Detroit Pistons em 13 de outubro de 1989. Anderson foi citado dizendo que a atmosfera e as pessoas assistindo ao jogo era "como o Jogo 7 das finais da NBA".
Em 4 de novembro de 1989, o Magic jogou seu primeiro jogo da temporada na Orlando Arena (O-Rena) contra o New Jersey Nets, que venceu por 111-106. A primeira vitória do Magic veio dois dias depois, quando o eles derrotaram o New York Knicks por 118-110. A equipe inaugural compilou um recorde de 18-64 com jogadores como Nick Anderson, Reggie Theus, Scott Skiles, Terry Catledge, Sam Vincent, Otis Smith e Jerry Reynolds.
No draft de 1990, o Magic selecionou Dennis Scott com a quarta escolha geral. Em 30 de dezembro de 1990, Scott Skiles teve 30 assistências na vitória por 155-116 sobre o Denver Nuggets, quebrando o recorde de assistências de Kevin Porter na NBA. Após a equipe ter um recorde de 31-51, Skiles foi nomeado o Jogador que Mais Evoluiu.
Em 19 de setembro de 1991, a família DeVos, fundadora da Amway, comprou a franquia por US$ 85 milhões. O patriarca da família, Richard DeVos, tornou-se o dono da franquia. A temporada de 1991-92 foi decepcionante para o Magic, já que vários jogadores perderam jogos com lesões. Dennis Scott jogou apenas 18 jogos, Nick Anderson perdeu 22 jogos, Stanley Roberts, Jerry Reynolds, Brian Williams, Sam Vincent e Otis Smith perderam pelo menos 27 jogos cada. Com a escassez de jogadores saudáveis, a equipe teve uma sequência de 17 derrotas e terminou com um recorde de 21-61.

### 1992–1996: Era Shaquille O'Neal
A história do Magic foi alterada em 17 de maio de 1992, quando a franquia ganhou a primeira escolha no draft de 1992 e selecionou Shaquille O'Neal de LSU. Ele teve um impacto imediato no Magic, levando a equipe a um recorde de 41-41. O'Neal foi o primeiro novato a ser eleito titular do All-Star Game desde Michael Jordan em 1985. Ele também se tornou o Novato do Ano da temporada de 1992-93. Apesar da presença de O'Neal, o Magic perdeu os playoffs para o Indiana Pacers no desempate.
Apesar ter uma chance pequena, o Magic novamente ganhou a primeira escolha no draft de 1993. Antes do draft, Guokas deixou o cargo de treinador principal e Brian Hill foi promovido de assistente para técnico. No draft, a equipe selecionou Chris Webber, mas o trocou para o Golden State Warriors pela escolha número três, Anfernee Hardaway e três futuras escolhas de draft da primeira rodada. Com a combinação de O'Neal e Hardaway, o Magic tornou-se um time dominante na NBA, compilando a primeira temporada de 50 vitórias na história da franquia. O Magic foi para os playoffs pela primeira vez mas foram varridos pelos Pacers na primeira rodada.
Na temporada de 1994-95, a sexta temporada do Magic, Horace Grant foi adquirido do Chicago Bulls como agente livre. A equipe teve um recorde de 57-25, foi a melhor na Conferência Leste e ganhou o título da Divisão do Atlântico, tornando-se o segundo time mais rápido (atrás do Milwaukee Bucks em 1971, que estava em sua terceira temporada) a avançar às Finais da NBA na história da liga. Nos playoffs, o Magic derrotou o Boston Celtics, os Bulls e o Indiana Pacers, avançando para as finais da NBA onde O'Neal, Hardaway e o jovem Magic se curvaram a Hakeem Olajuwon e o experiente Houston Rockets.
Na temporada de 1995-96, o Magic novamente esteve perto do topo da Conferência Leste e da Divisão Atlântica com um recorde de 60-22, eles perderam apenas para o recorde de 72-10 do Chicago Bulls. Enquanto isso, o gerente geral, Pat Williams, foi promovido a Vice-Presidente Executivo e foi substituído pelo Vice-Presidente de Operações de Basquete, John Gabriel, em 29 de abril de 1996. Nos playoffs, depois que o Magic derrotou o Detroit Pistons e o Atlanta Hawks, eles encontraram os Bulls nas Finais da Conferência Leste. A combinação Jordan, Scottie Pippen e Dennis Rodman foi demais para o Magic que perdeu por 4-0.

### 1996–1999: Era Penny Hardaway
Na pós-temporada, O'Neal foi para o Los Angeles Lakers como um agente livre, dando um grande golpe na franquia. No meio da temporada, devido ao descontentamento dos jogadores, a diretoria demitiu o técnico Brian Hill e nomeou Richie Adubato como treinador interino pelo resto da temporada. Sob o comando de Adubato, o Magic terminou a temporada com um recorde de 45-37. Nos playoffs, a equipe perdia por 0-2 para o Miami Heat quando Hardaway teve dois jogos consecutivos de 40 pontos e garantiu o Jogo 5, que o Magic acabou perdendo.
A equipe contratou Chuck Daly para ser o treinador principal para a temporada de 1997-98. Além disso, Julius Erving, juntou-se a diretoria do Magic, dando a eles uma esperança de uma temporada de sucesso. A temporada foi dificultada por uma lesão de Hardaway, que ficou fora a maior parte da temporada. Anderson, combinado com o recém-adquirido Bo Outlaw, levou a equipe a um recorde de 41-41 mas eles não conseguiram ir aos playoffs.
Na encurtada temporada de 1998-99, a equipe selecionou Michael Doleac e Matt Harpring com a 12ª e 15ª escolhas no draft de 1998. Eles, junto com um saudável Penny Hardaway e Nick Anderson, levaram o Magic a um recorde de 33-17. Darrell Armstrong liderou a equipe e ganhou os prêmios de Sexto Homem e Jogador que Mais Evoluiu. Orlando também adquiriu Dominique Wilkins e seu irmão, Gerald, que já tinham passado de seus auges. Nos playoffs, o Philadelphia 76ers, liderados por Allen Iverson, derrotou o Magic por 3-1 na primeira rodada. A equipe também mudou seus uniformes pela primeira vez, mudando de listras para estrelas.

### 1999–2000: Temporada "Coração e Agitação"
Em 1999, o Magic, sob o comando do gerente geral John Gabriel, que mais tarde foi nomeado Executivo do Ano, contratou o novato-treinador Doc Rivers. Gabriel desmontou a equipe anterior trocando sua única estrela remanescente, Anfernee Hardaway, para o Phoenix Suns por Danny Manning (que nunca jogou no Magic, nem mesmo vestiu sua camisa), Pat Garrity e duas futuras escolhas de draft. O Magic era então uma equipe composta por praticamente jogadores com pouca experiência. Armstrong, Bo Outlaw e um jovem Ben Wallace, juntamente com o treinador Rivers, levaram o Magic a um recorde de 41-41. No final da temporada, Rivers foi nomeado o Treinador do Ano. Esse ano foi caracterizado pelo slogan "Coração e Agitação", como a equipe era conhecida por seu estilo de trabalho duro.

### 2000–2004: Era Tracy McGrady
Na pós-temporada seguinte, Gabriel, com milhões de espaço para salários, tentou atrair três dos agentes livres mais valorizados da NBA: Tim Duncan, Grant Hill e Tracy McGrady. Duncan optou por permanecer no San Antonio Spurs mas o Magic contratou Hill e McGrady. No entanto, Hill foi limitado a 4 jogos por causa de uma lesão no tornozelo. McGrady floresceu como uma estrela durante a temporada, tornando-se um dos artilheiros da NBA. Com a adição de Mike Miller pelo draft, o Magic compilou um recorde de 43-39 e mais uma vez chegou aos playoffs. Nos playoffs, eles enfrentaram o Milwaukee Bucks na primeira rodada e perderam por 3-1.
Na temporada de 2001-02, McGrady levou o Magic a um recorde de 44-38. Hill ainda estava severamente limitado por sua lesão no tornozelo e não jogou a maior parte da temporada. A equipe foi derrotada por 3-1 na primeira rodada dos playoffs pelo Charlotte Hornets.
Na temporada de 2002-03, com as aquisições de Gordan Giricek e Drew Gooden, McGrady mais uma vez levou o Magic a um recorde de 42-40. Apesar de ainda não ter Hill devido a lesão, o Magic entrou nos playoffs pelo terceiro ano consecutivo. No entanto, depois de ter uma vantagem de 3-1 na série na primeira rodada, a equipe caiu para o Detroit Pistons por 4-3.
A 15ª temporada do Magic em 2003-04 provou ser uma das mais difíceis de todas. Mesmo com a aquisição dos veteranos Tyronn Lue e Juwan Howard, a equipe perdeu 19 jogos consecutivos no começo da temporada, estabelecendo um recorde da franquia. Eles terminaram com um recorde de 21-61. Apesar disso, McGrady liderou a liga em pontuação com média de 28,0 pontos e foi para o seu 4º All-Star Game. No meio da sequência de 19 derrotas, o treinador Doc Rivers foi demitido e o assistente Johnny Davis foi promovido a treinador principal. O gerente geral John Gabriel foi substituído por John Weisbrod.

### 2004–2012: Era Dwight Howard

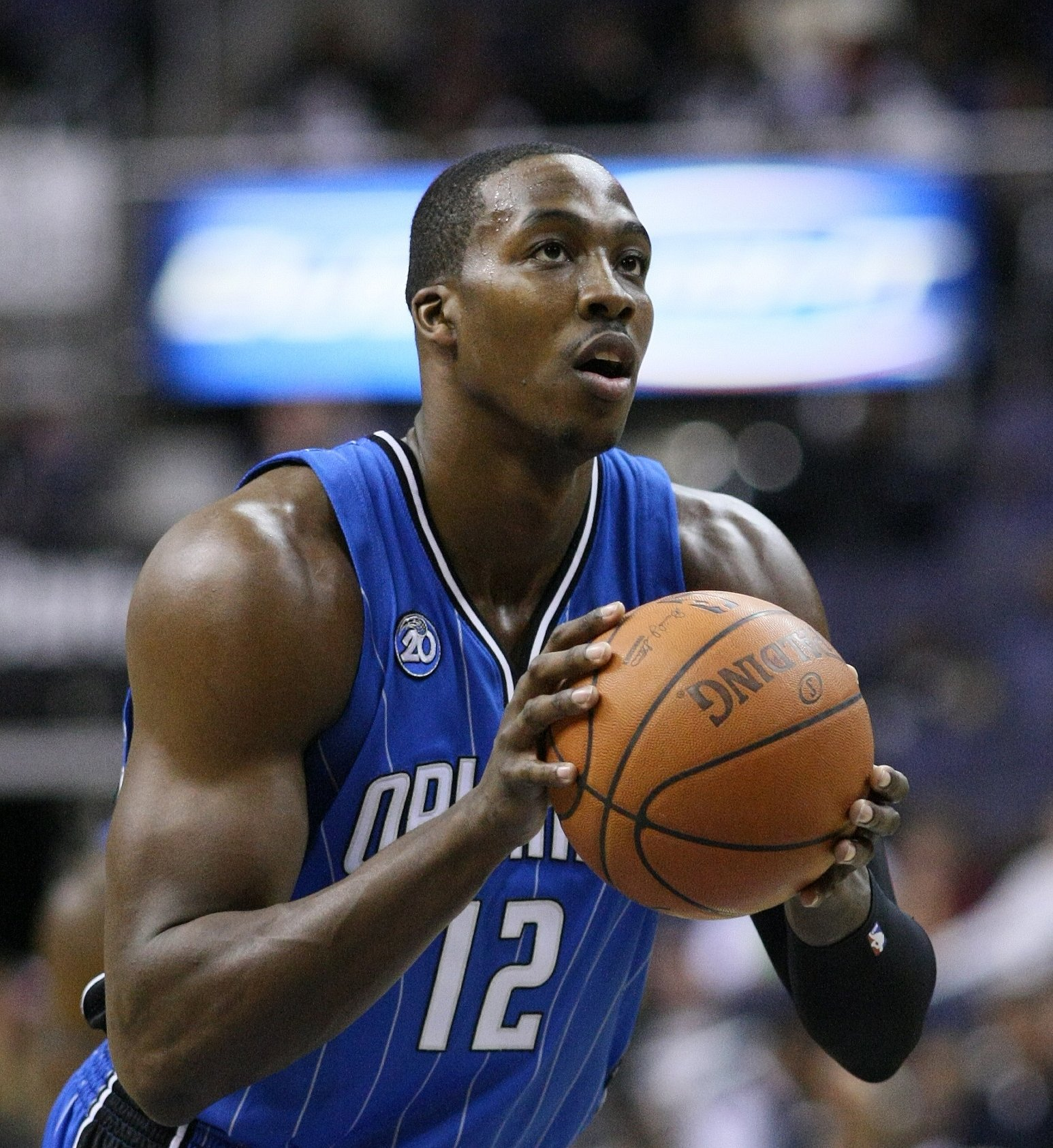
Dwight Howard foi escolhido como a primeira escolha geral no draft de 2004.

Na pós-temporada, Weisbrod desmontou completamente a equipe. A troca mais significativo foi a que envolveu Tracy McGrady. Weisbrod acusou McGrady de "relaxar" e não participar de treinos. O Magic trocou McGrady, junto com Reece Gaines, Tyronn Lue e Juwan Howard, para o Houston Rockets por Steve Francis, Kelvin Cato e Cuttino Mobley. Além disso, o Magic adquiriu Tony Battie e duas escolhas de draft da segunda rodada do Cleveland Cavaliers em troca de Drew Gooden, Steven Hunter e Anderson Varejão. O Magic também contratou o agente livre Hedo Türkoğlu. Com a escolha número um do draft de 2004, o Magic selecionou Dwight Howard. Em uma troca no dia do draft com o Denver Nuggets, a equipe adquiriu o armador Jameer Nelson.
Depois de um começo promissor de 13-6, o Magic começou a desmoronar. Primeiro, Weisbrod trocou Mobley por Doug Christie do Sacramento Kings. Christie, por causa de seus laços emocionais com os Kings, no início se recusou a jogar pelo Magic. Mais tarde, ele alegou que tinha esporas ósseas e foi colocado na lista de lesionados depois de jogar apenas alguns jogos pelo Magic. Perto do final da temporada, Weisbrod demitiu Davis e promoveu Chris Jent para o cargo de treinador interino. Ao longo da temporada, reforçado pelo retorno de Hill, o Magic jogou espetacularmente e derrotou os principais times da NBA. Howard se tornou um dos poucos jogadores a ter uma média de duplo-duplo. Nelson se tornou um jogador talentoso, assumindo a posição de armador titular. Hill retornou, teve média de 19,7 pontos e foi chamado para o All-Star Game de 2005.

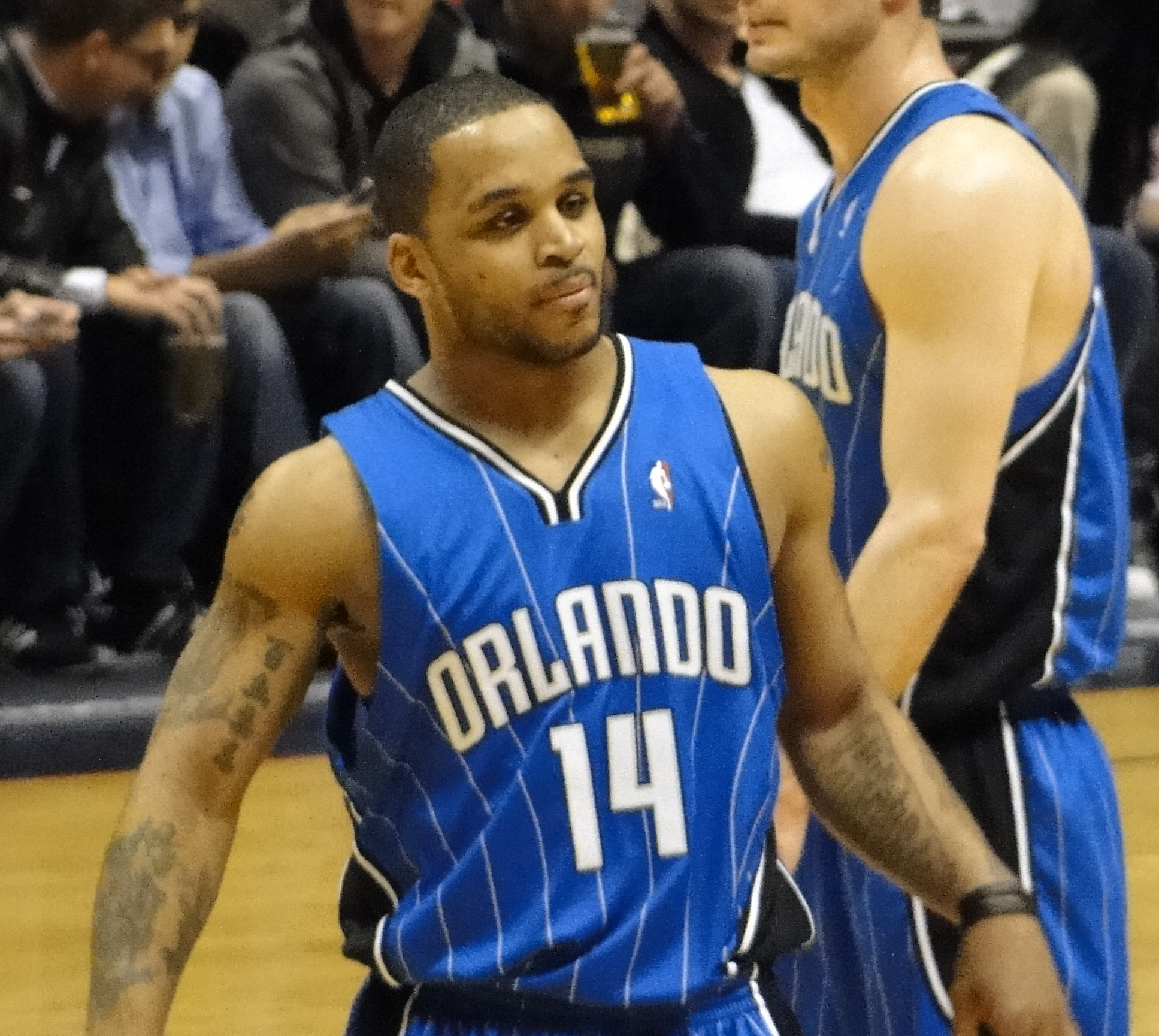
Jameer Nelson passou 10 temporadas (2004-2014) com o Magic.

O Magic terminou a temporada com um recorde de 36-46. Sua classificação aos playoffs foi dificultado por lesões no último quarto da temporada: um pulso quebrado de Hedo Türkoğlu, uma lesão na canela de Grant Hill, uma lesão na caixa torácica de Nelson e uma suspensão de três jogos de Francis por chutar um fotógrafo. Em 23 de maio de 2005, os planos do Magic foram interrompidos pela abrupta demissão do gerente geral e diretor de operações de basquete, John Weisbrod. A equipe anunciou no dia seguinte que Brian Hill, o treinador que liderou o Magic para as Finais da NBA, retornaria como treinador principal.
O Magic selecionou o espanhol Fran Vázquez como a 11ª escolha geral no draft de 2005. Em 28 de julho de 2005, Vazquez surpreendeu a equipe depois de anunciar que permaneceria na Espanha para jogar pelo Akasvayu Girona, sendo ridicularizado pela mídia depois que falou que a decisão foi tomada por sua namorada. O proprietário do Magic, Rich DeVos, anunciou em 21 de outubro que estava transferindo a propriedade para seus filhos, com o papel de proprietário oficial se mudando para o genro e presidente da equipe Bob Vander Weide. A transferência deveria estar concluída até o final do ano.
A temporada de 2005-06 começou com grandes esperanças para o Magic: Grant Hill foi finalmente curado de suas múltiplas cirurgias no tornozelo, Dwight Howard e Jameer Nelson mostraram excelente progresso, a escolha de segunda rodada do draft, Travis Diener, mostrou um excelente arremesso e tomada de decisão durante o verão e a contratação de Keyon Dooling. Então os problemas começaram: Hill sofreu uma dolorosa lesão de hérnia que dificultaria seu jogo durante toda a temporada.
Em 15 de fevereiro de 2006, o Magic anunciou que havia adquirido Darko Miličić e Carlos Arroyo do Detroit Pistons em troca de Kelvin Cato e uma escolha do draft de 2007. Uma semana depois, em 22 de fevereiro, o Magic anunciou que havia trocado Steve Francis para o New York Knicks em troca de Anfernee Hardaway (que eles dispensaram dois dias depois) e Trevor Ariza. Com Battie, Howard, Türkoğlu, DeShawn Stevenson e Nelson na equipe titular, o Magic teve uma sequencia de 8 vitórias mas não chegaram aos playoffs.

### 2006–2010: Retorno às finais da NBA

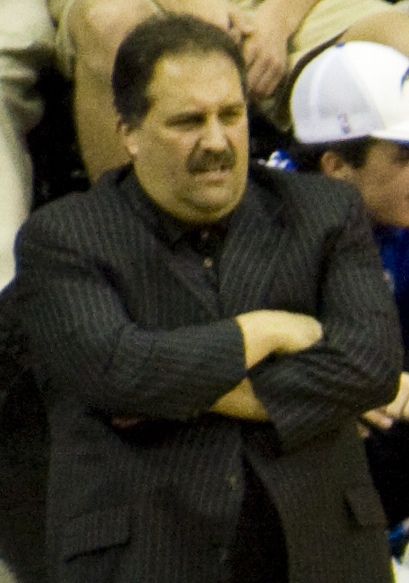
Stan Van Gundy foi o treinador principal do Magic de 2007 a 2012.

Com a 11ª escolha geral no draft de 2006, o Magic selecionou JJ Redick. Depois de começar a temporada forte com um recorde de 13-4, a equipe começou a sofrer como resultado de múltiplas lesões de Tony Battie, Keyon Dooling e Grant Hill. Apesar disso, Dwight Howard continuou a se desenvolver e florescer em seu terceiro ano na liga, culminando em sua primeira seleção para o All-Star Game. As últimas semanas da temporada viram o Magic ganhar impulso e confiança. Em 15 de abril de 2007, com uma vitória por 88-86 sobre o Boston Celtics, o Magic garantiu sua primeira vaga nos playoffs desde 2003. Isso marcou a primeira vez que a equipe chegou aos playoffs ao registrar um recorde de derrotas. Foram varridos na primeira rodada pelo Detroit Pistons. Em 23 de maio de 2007, foi anunciado que Brian Hill havia sido demitido como treinador principal do Magic.
Em 1º de junho de 2007, o Magic contratou Billy Donovan para ser seu treinador principal por cinco anos. No dia seguinte, Donovan queria ser liberado do contrato e o Magic concordou vários dias depois. Em 6 de junho de 2007, o Magic assinou um contrato de 4 anos com Stan Van Gundy. No mercado de agentes livres, eles contrataram Rashard Lewis do Seattle SuperSonics em um contrato máximo de seis anos e US$ 110 milhões.

Em 15 de novembro de 2007, Bob Vander Weide, genro de Richard DeVos, assumiu oficialmente como dono da equipe, embora a propriedade ainda esteja dividida igualmente entre os outros filhos de Richard DeVos.

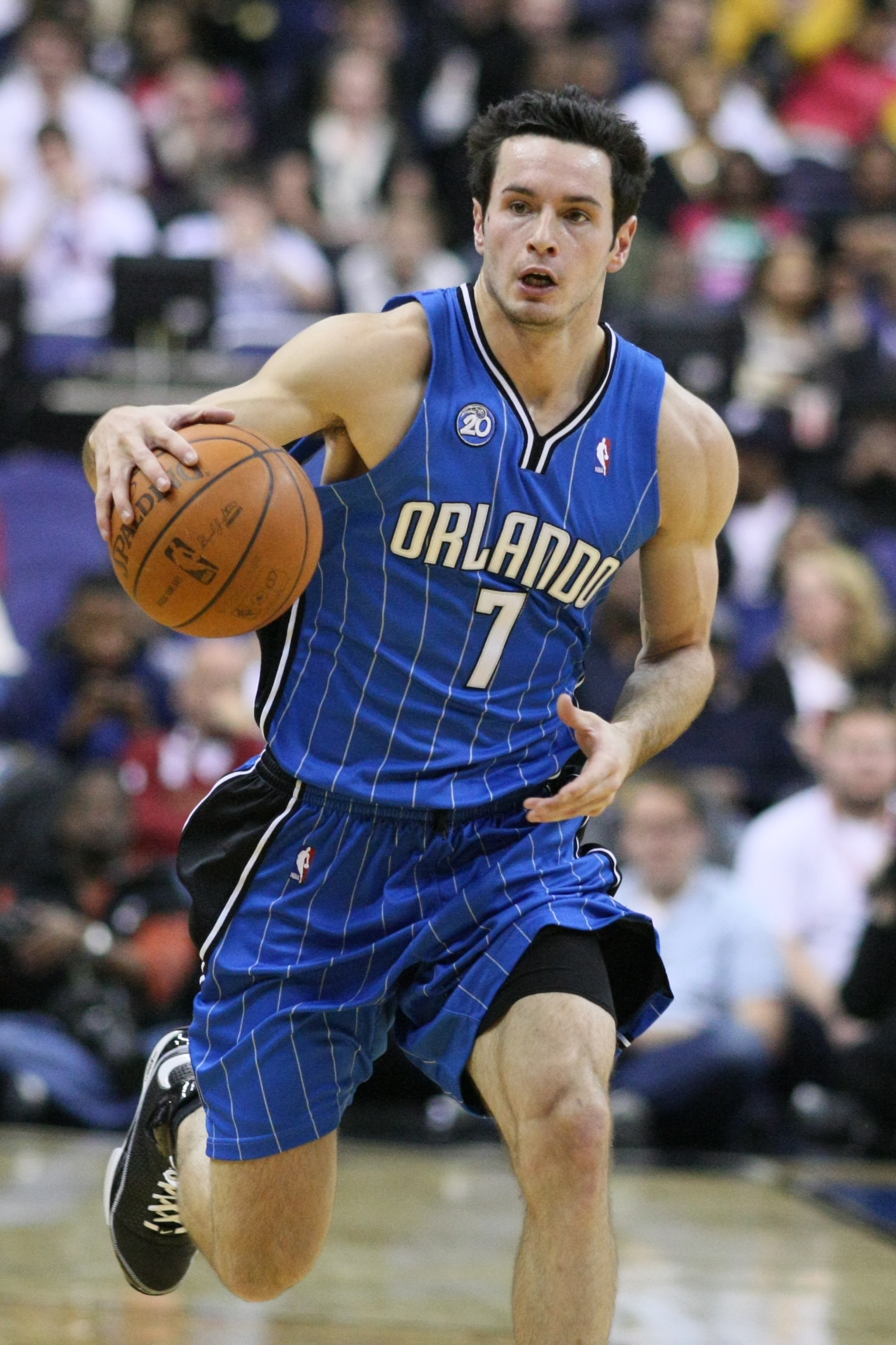
JJ Redick em 2008

O Magic começou a temporada de 2007-08 com um impressionante recorde de 16-4 em seus primeiros 20 jogos. Nos meses seguintes, o Magic não teve tanto sucesso, dividindo seus próximos 36 jogos em 18 vitórias e 18 derrotas. No início de março, a equipe parecia ganhar velocidade novamente, terminando o mês com 10 vitórias. Eles conquistaram o título da Divisão Sudeste, o terceiro título de divisão, mas apenas o primeiro desde a temporada de 1995-96. Eles também conquistaram sua 50ª vitória na temporada contra o Chicago Bulls em 13 de abril, o que não acontecia desde a temporada de 1995-96. O Magic terminou a temporada regular com um recorde de 52-30, sua melhor temporada desde 1995-96.
Na primeira rodada, o Magic eliminou o Toronto Raptors por 4-1. Foi a primeira vitória em uma série de playoffs em 12 anos. A sequência de sucesso não durou muito tempo, pois eles perderam por 4-1 para o Detroit Pistons na segunda rodada.
A primeira metade da temporada de 2008-09 foi muito boa para o Magic. Após 41 jogos, tinham um recorde da 33-8, um dos quatro melhores recordes da liga. No início de fevereiro, Jameer Nelson, seu armador titular, teve uma lesão no ombro e perdeu o resto da temporada. O Magic terminou a temporada regular com um recorde de 59-23, foi o maior número de vitória em uma temporada desde a temporada de 1995-96 em que eles tiveram 60 vitórias. Nos playoffs, o Magic venceu o Philadelphia 76ers na primeira rodada e, em seguida, os atuais campeões, Boston Celtics, nas semifinais da Conferência Leste. Em suas primeiras finais de conferência desde 1996, o Magic venceu o Cleveland Cavaliers, que era liderado pelo MVP da temporada, LeBron James. Depois de perder os dois primeiros jogos nas Finais contra o Los Angeles Lakers, o Magic finalmente venceu seu primeiro jogo nas Finais no Jogo 3. Apesar do retorno de Nelson ao time para as Finais, os Lakers venceram a série e o título vencendo o Magic em cinco jogos.
Na pós-temporada de 2009, Orlando trocou Rafer Alston, Tony Battie e Courtney Lee para o New Jersey Nets em troca de Vince Carter e Ryan Anderson. Hedo Türkoğlu foi enviado para o Toronto Raptors. Eles então fizeram várias contratações de agentes livres: Brandon Bass, Matt Barnes e Jason Williams.
Em 28 de setembro de 2009, Orlando prorrogou o contrato do treinador Stan Van Gundy e do gerente geral Otis Smith.
O Magic ficou sem Rashard Lewis nos primeiros 10 jogos da temporada de 2009-10. Ele testou positivo para um nível elevado de testosterona que foi causado por um suplemento contendo uma substância proibida pela liga. Para piorar as coisas, Vince Carter sofreu uma lesão no tornozelo esquerdo apenas no segundo jogo da temporada. A lesão de Carter acabou não sendo muito grave, mas fez com que ele perdesse os próximos cinco jogos. Outro revés veio em meados de novembro, quando Jameer Nelson machucou o joelho esquerdo, o que exigiu uma cirurgia artroscópica para reparar. Apesar de tudo isso, o Magic tinham um recorde de 23-8 no final de dezembro.
Orlando perdeu sete de seus dez primeiros jogos em janeiro, mas se recuperou bem o suficiente para registrar um recorde de vitórias no mês. Após a pausa para o All-Star Game, o Magic ganhou 23 de seus 28 jogos restantes, conquistando sua quarta vaga consecutiva nos playoffs e vencendo seu terceiro título consecutivo de divisão. O Magic terminou a temporada regular com um recorde de 59-23, sendo o segundo melhor recorde da liga. A equipe se tornou uma das únicas equipes na história da NBA a vencer todas as outras 29 equipes pelo menos uma vez durante a temporada regular. O Magic varreu o Charlotte Bobcats e o Atlanta Hawks nas duas primeiras rodadas dos playoffs. Eles então enfrentaram o Boston Celtics nas finais da conferência. Depois de perder os três primeiros jogos da série, Orlando conseguiu vencer os dois jogos seguintes, mas perdeu o Jogo 6 e terminou a sua temporada.

### 2010–2012: Saga "Dwightmare"

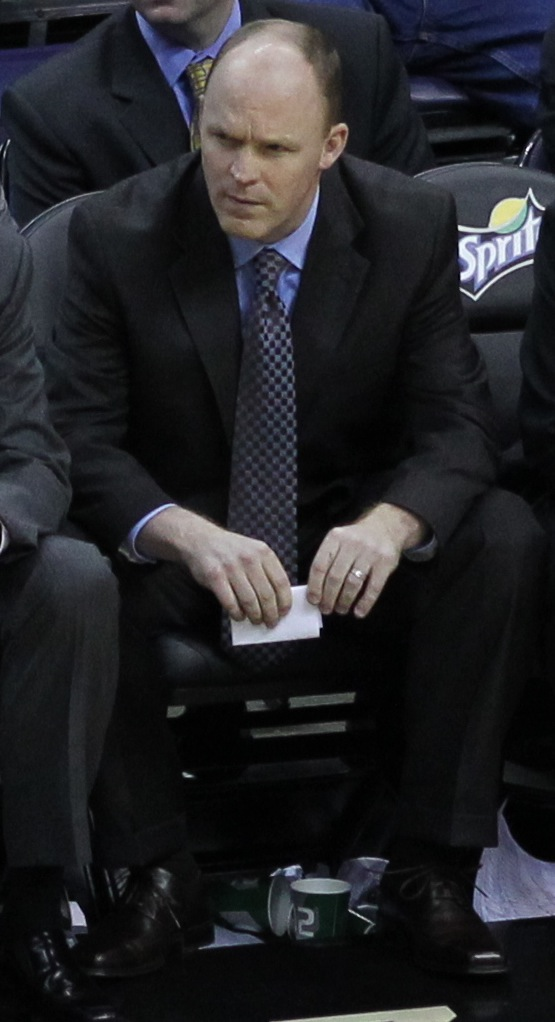
Scott Skiles treinou o Magic na temporada de 2015–16.

Antecipando a mudança da equipe para o Amway Center, o Magic atualizou seu logotipo. Eles mantiveram o logotipo da bola, mas mudaram a marca de palavras tirada de seus uniformes atuais.
Em 18 de dezembro de 2010, tendo perdido cinco de seus últimos seis jogos, o Magic fez um acordo com o Phoenix Suns e o Washington Wizards. Eles trocaram Vince Carter, Marcin Gortat e Mickaël Piétrus por Hedo Türkoğlu (que os levou às Finais da NBA de 2009), Jason Richardson e Earl Clark. Rashard Lewis foi trocado para o Washington por Gilbert Arenas.
O Magic terminou a temporada com 52 vitórias e o segundo lugar na Divisão Sudeste. Foram eliminados em seis jogos pelo Atlanta Hawks na primeira rodada dos playoffs. Essa foi a primeira vez que o treinador Stan Van Gundy foi eliminado na primeira rodada dos playoffs.
Em uma temporada encurtada em 2012, o Magic começou a pós temporada com Dwight Howard solicitando uma troca para o New Jersey Nets, Los Angeles Lakers ou Dallas Mavericks. O Magic dispensou Gilbert Arenas e contratou Larry Hughes, Justin Harper e DeAndre Liggins. Durante o mês de fevereiro, o Magic dispensou Hughes e contratou Ish Smith. A equipe lutou para ganhar jogos consistentemente, com preocupações sobre a incerteza do futuro de Dwight Howard com a franquia. No entanto, depois que Dwight assinou um contrato de um ano em março, o Magic parecia encontrar seu caminho novamente. Mas então, no início de abril, pouco depois de tornar público que Howard pediu ao treinador Van Gundy para ser substituído, o pivô foi diagnosticado com uma hérnia de disco e forçado a fazer uma cirurgia nas costas, terminando assim sua temporada. O Magic teve um recorde de 37-29 mas foi eliminado na primeira rodada dos playoffs para o Indiana Pacers.
Em 21 de maio de 2012, foi relatado que o gerente geral Otis Smith e o treinador Stan Van Gundy não voltariam para a próxima temporada. Van Gundy terminou com um recorde de 259-135, foi cinco vezes aos playoffs e teve um título de conferência.
Em 20 de junho de 2012, o CEO, Alex Martins, anunciou o ex-gerente geral assistente do Oklahoma City Thunder, Rob Hennigan, como o novo gerente geral da equipe. Uma vez contratado, ele se tornou o mais jovem gerente geral da liga. Em 28 de julho de 2012, Jacque Vaughn foi nomeado o novo treinador principal. Ele foi o assistente técnico do San Antonio Spurs nas últimas duas temporadas.
Em 25 de junho de 2012, Dwight Howard teve uma reunião com o gerente geral Rob Hennigan em Los Angeles e exigiu uma troca com o Brooklyn Nets.
Em 9 de agosto de 2012, a ESPN informou que uma troca de quatro equipes enviaria Dwight Howard para o Los Angeles Lakers. Os Lakers adquiriram Howard, Chris Duhon e Earl Clark, o Denver Nuggets adquiriu Andre Iguodala, o Philadelphia 76ers adquiriu Andrew Bynum e Jason Richardson e o Magic adquiriu Arron Afflalo, Al Harrington, Nikola Vučević, Maurice Harkless, Josh McRoberts, Christian Eyenga e cinco futuras escolhas de draft (três escolhas de 1º rodada). O acordo foi confirmado oficialmente e concluído em 10 de agosto. Howard deixou o Magic como seu maior artilheiro de todos os tempos.

### 2012–Presente: Reconstrução

#### 2012–2017: Era Rob Hennigan

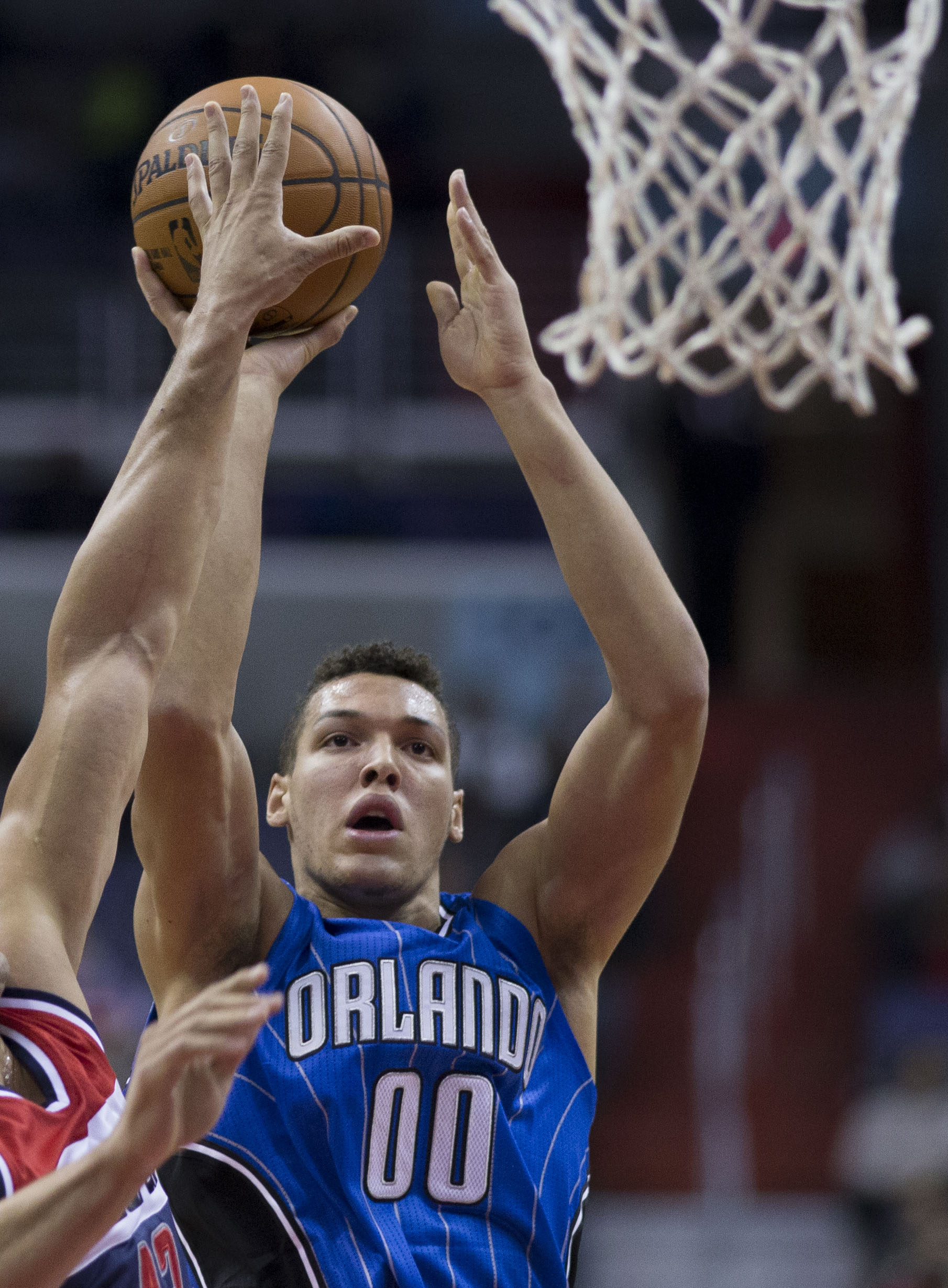
Aaron Gordon foi selecionado pelo Magic no Draft de 2014.

Após a troca de Dwight Howard, o Magic entrou em estado de reconstrução com Maurice Harkless e Nikola Vučević. Em 2 de dezembro de 2012, o primeiro jogo de Howard contra sua ex-equipe, o Magic derrotou os Lakers por 113-103.
Em 21 de fevereiro de 2013, o Magic trocou JJ Redick, Ish Smith e Gustavo Ayón para o Milwaukee Bucks em troca de Beno Udrih, Tobias Harris e Doron Lamb. O Magic também trocou Josh McRoberts para o Charlotte Bobcats em troca de Hakim Warrick, que foi dispensado dois dias depois. A equipe terminou a temporada de 2012-13 com um recorde de 20-62, o pior da NBA.
Em 27 de junho de 2013, o Orlando Magic selecionou Victor Oladipo como a segunda escolha no draft de 2013. O Magic terminou a temporada de 2013-14 com um recorde de 23-59, o terceiro pior da NBA. No draft de 2014. eles selecionaram Aaron Gordon como a 4ª escolha e o Dario Šarić como a 12ª escolha. Saric foi então trocado por Elfrid Payton, uma escolha da 1ª rodada e uma da 2ª rodada de 2017.

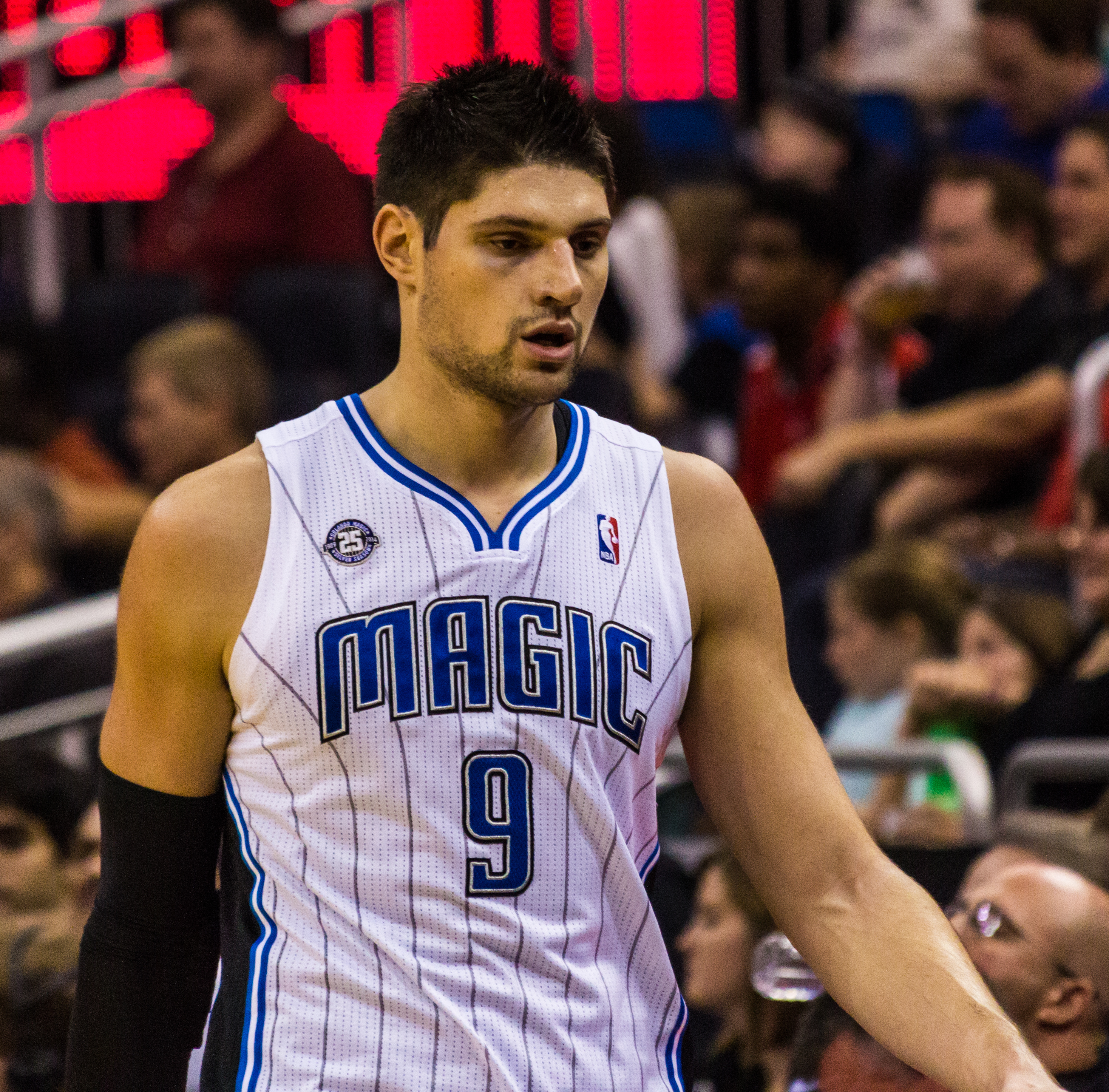
Nikola Vucevic jogando pelo Magic.

Em 5 de fevereiro de 2015, Jacque Vaughn foi dispensado de suas funções de treinador após 2 temporadas e meia. Seu recorde geral foi de 58-158. Em 29 de maio de 2015, o Magic contratou seu ex-armador Scott Skiles como o 12º treinador da franquia.
No draft de 2015, Orlando selecionou Mario Hezonja com a quinta escolha geral e Tyler Harvey como a 51ª escolha geral. Em 16 de fevereiro de 2016, eles trocaram Tobias Harris para o Detroit Pistons em troca de Ersan İlyasova e Brandon Jennings.
Em 12 de maio de 2016, Skiles deixou o cargo de treinador. Em 19 de maio, o Magic concordou com um acordo com o ex-treinador do Indiana Pacers, Frank Vogel, para se tornar o próximo treinador da equipe.
Com Vogel como seu novo treinador, o Magic fez muitas mudanças em seu elenco durante a pós-temporada. No draft de 2016, o Magic selecionou Domantas Sabonis como a 11º escolha geral, mas depois o trocou, juntamente com Victor Oladipo, por Serge Ibaka do Oklahoma City Thunder. Durante o período de agentes livre, a equipe contratou Bismack Biyombo, Jeff Green e D. J. Augustin. Em 15 de julho, C. J. Wilcox foi adquirido do Los Angeles Clippers em troca de Devyn Marble e uma escolha de segunda rodada do draft.
Em 14 de fevereiro de 2017, Ibaka foi negociado com o Toronto Raptors em troca de Terrence Ross e uma escolha de draft na primeira rodada. O Magic terminou a temporada de 2016-17 com um recorde de 29-53, o terceiro pior recorde de sua conferência.

#### 2017–Presente: Era Jeff Weltman

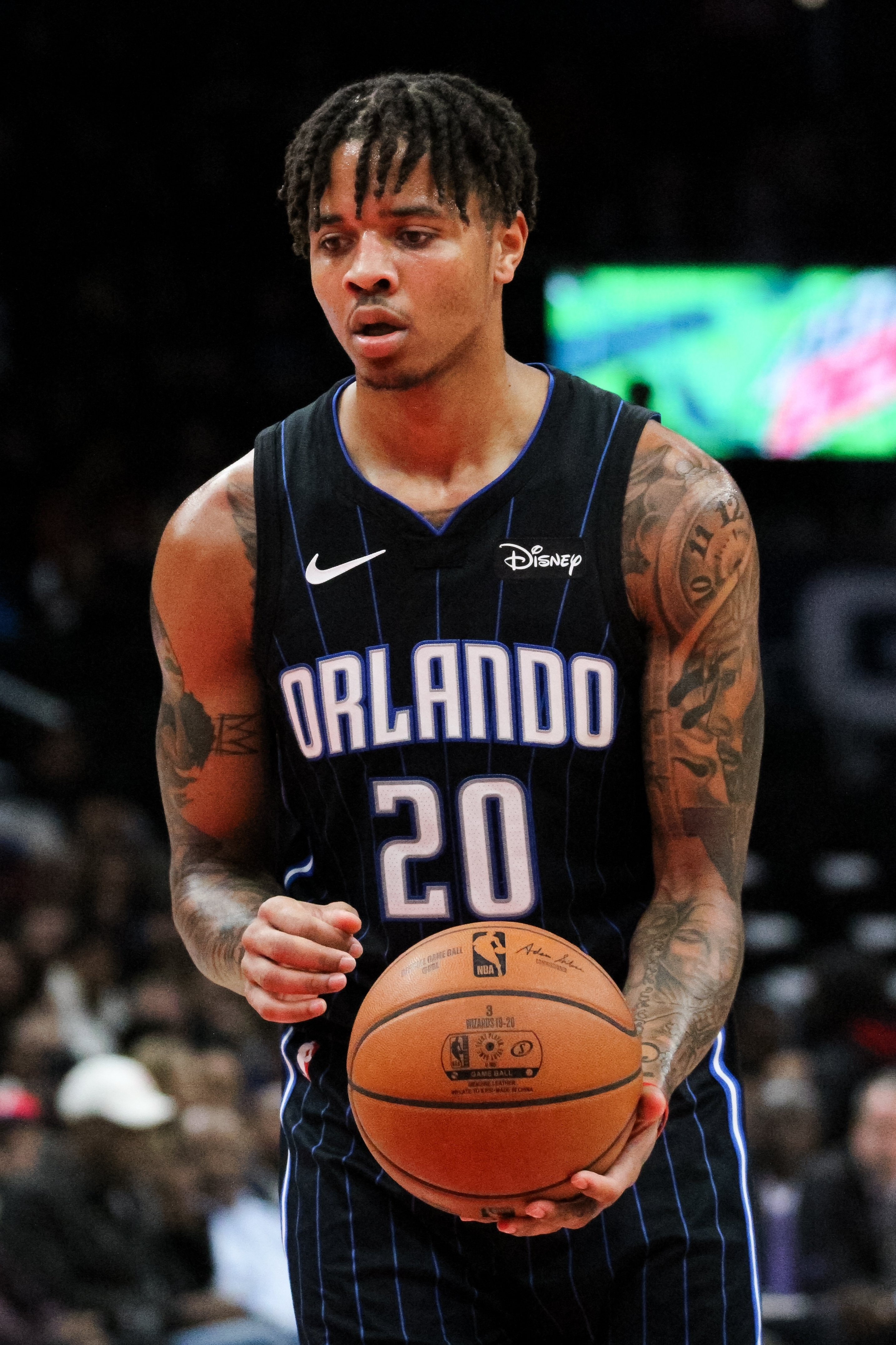
Markelle Fultz jogando pelo Magic.

No verão de 2017, o Magic fez várias mudanças, sendo a primeira a demissão do gerente geral Rob Hennigan em 13 de abril. Em 23 de maio, o Magic nomeou Jeff Weltman, ex-gerente geral do Toronto Raptors, como presidente de operações de basquete e John Hammond, ex-gerente geral do Milwaukee Bucks, como o novo gerente geral. Com a sexta escolha geral no draft de 2017, a equipe selecionou Jonathan Isaac. Orlando também contratou Jonathon Simmons, Arron Afflalo, Shelvin Mack, Marreese Speights, Khem Birch e Adreian Payne.
Em 6 de outubro de 2017, o Magic anunciou que Tracy McGrady havia retornado à equipe como assistente do CEO.
Em 12 de abril de 2018, após ter um recorde de 25-57 na temporada de 2017-18, o treinador Frank Vogel foi demitido. Em 30 de maio, a equipe nomeou Steve Clifford como seu novo treinador.
No draft de 2018, o Magic selecionou Mohamed Bamba como a sexta escolha geral e Melvin Frazier na segunda rodada. Outras aquisições de jogadores incluíram a negociação para Timofey Mozgov e Jerian Grant em uma troca de três equipes e o agente livre Isaiah Briscoe.
Em 6 de setembro de 2018, o dono da equipe Richard DeVos morreu aos 92 anos devido a complicações de uma infecção.
Durante a temporada de 2018-19, o Magic conquistou seu sexto título da divisão e terminou em sétimo lugar na Conferência Leste, conquistando uma vaga nos playoffs pela primeira vez desde a temporada de 2011-12. No último dia de prazo de negociações, eles trocaram Jonathon Simmons e duas escolhas de draft para o Philadelphia 76ers por Markelle Fultz. O Magic perdeu na primeira rodadas dos playoffs para o Toronto Raptors por 4-1.
No draft de 2019, o Magic selecionou Chuma Okeke como a 16ª escolha geral. Durante a pré-temporada, a equipe renovou os contratos de Vučević, Terrence Ross, Michael Carter-Williams e Birch, assinou com o agente livre Al-Farouq Aminu e dispensou Mozgov. O Magic tinha um recorde de 30-35 antes da liga suspender sua temporada em 11 de março de 2020 devido à pandemia de COVID-19. A equipe foi uma das 22 equipes convidadas para a bolha da NBA. As lesões de Jonathan Isaac, Mo Bamba, Terrence Ross e Evan Fournier dificultaram o desempenho da equipe e eles tiveram um recorde de apenas 3-5 mas conseguiram se classificar para os playoffs. A equipe enfrentou o Milwaukee Bucks e pela segunda temporada consecutiva foi eliminada na primeira rodada.
No draft de 2020, o Magic selecionou Cole Anthony como a 15ª escolha geral. A lesão que Jonathan Isaac sofreu durante a temporada anterior foi significativa o suficiente para que ele fosse descartado para toda a temporada de 2020-21. No último dia de prazo de negociações, o Magic trocou Nikola Vučević, Aaron Gordon e Evan Fournier, cada um por equipes diferentes, no que tem sido visto como o início de outro período de reconstrução. No final da temporada, a equipe e Clifford concordaram mutuamente em se separar.
Em 11 de julho de 2021, Jamahl Mosley foi nomeado treinador principal depois de passar a temporada anterior como assistente técnico do Dallas Mavericks. Em 29 de julho de 2021, o Magic selecionou Jalen Suggs como a 5ª escolha e Franz Wagner como a 8ª escolha no draft de 2021.
Em 23 de junho de 2022, o Magic selecionou Paolo Banchero com a 1ª escolha do draft de 2022. A equipe também selecionou Caleb Houstan com a 32ª escolha. Banchero foi eleito o Novato do Ano na temporada 2022-23.
Em 22 de junho de 2023, o Magic selecionou Anthony Black com a 6ª escolha e Jett Howard com a 11ª escolha do draft de 2023. Jett Howard é filho de Juwan Howard, ex-jogador da NBA que teve passagem pelo Orlando Magic na temporada 2003-04.

## Arenas

### Amway Center

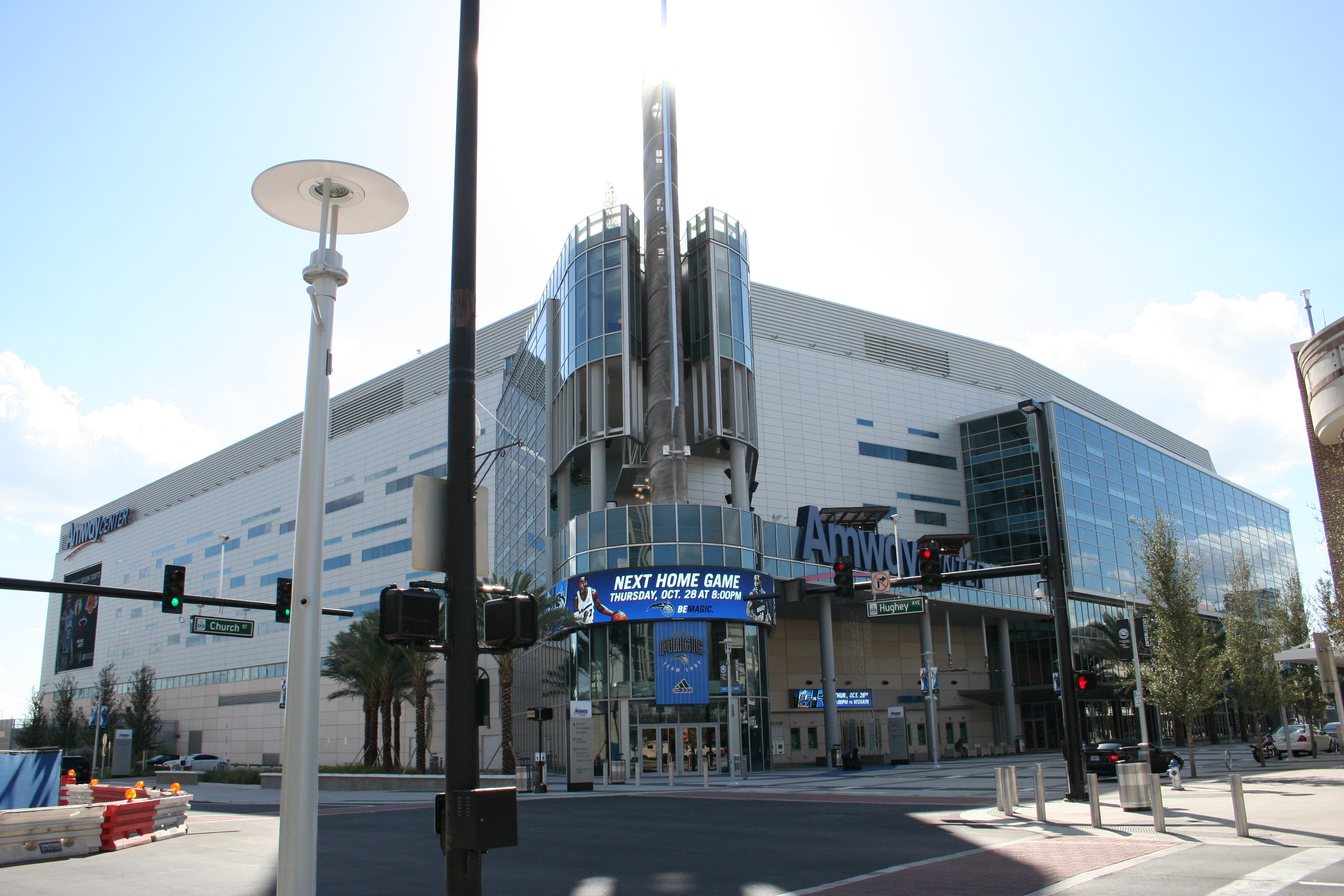
Amway Center, a arena do Magic desde 2010

A atual arena da equipe, o Amway Center, foi inaugurada oficialmente em 1º de outubro de 2010. O Orlando Magic sediou seu primeiro jogo de pré-temporada no Amway Center em 10 de outubro contra o New Orleans Hornets. A abertura da temporada de 2010-11 foi em 28 de outubro contra o Washington Wizards.. Em 2012, o Amway Center sediou o All-Star Weekend.
Na época em que foi inaugurado, o Amway Center abrigava o maior Jumbotron da NBA. A arena também possui aproximadamente 640 m de placas de fita digital e fora do prédio tinha uma exibição de vídeo de 14 m por 16 m que era visível para motoristas que viajam na Interstate 4.
O Amway Center também é a casa do time de hóquei Orlando Solar Bears e do Orlando Predators da Arena Football League (AFL).

### Amway Arena

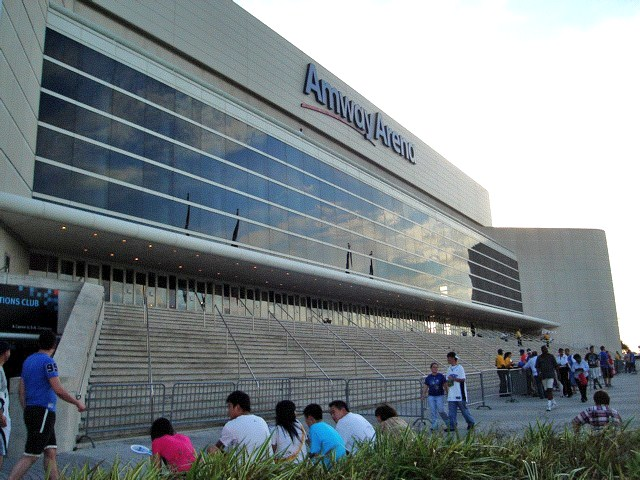
Originalmente chamada de Orlando Arena, e mais tarde TD Waterhouse Centre, a Amway Arena foi a casa do Magic de 1989 a 2010.

A Amway Arena foi inaugurada em 1989 e serviu como lar do Orlando Magic desde sua criação até a temporada de 2009-10. A arena era originalmente conhecida como Orlando Arena, ou "O-Rena", durante seus primeiros 10 anos. Em 1999, a TD Waterhouse comprou os naming rights e nomeou o local de TD Waterhouse Centre. Em dezembro de 2006, os naming rights foram comprados pela Amway por quatro anos.
A arena também era a casa do Orlando Predators da AFL, do Orlando Sharks da Major Indoor Soccer League  e de vários eventos esportivos e de entretenimento.
A Amway Arena era um dos "The Orlando Venues", propriedades que eram operadas pela cidade de Orlando. As outras instalações incluem o Centro de Artes Cênicas Bob Carr, Tinker Field, Camping World Stadium, Harry P. Leu Gardens e Mennello Museum.

## Identidade da equipe

### Logotipos e uniformes

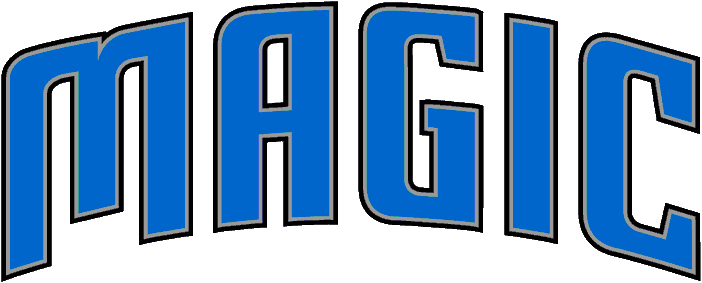
Logo do Orlando Magic

A agência de publicidade de Orlando, The Advertising Works, liderada por seu presidente Doug Minear, foi responsável pelos uniformes originais do Magic. O logotipo, com uma bola de basquete repleta de estrelas e a marca "Magic" com uma estrela substituindo o A, foi criado após reuniões com artistas do Walt Disney World e mais de 5.000 sugestões enviadas de todo o país. As estrelas continuariam a ser uma característica primária do logotipo uma vez que foi redesenhado em 2000 para apresentar um bola de basquete semelhante a um cometa. Os uniformes caseiros eram brancos com listras pretas com números pretos com guarnição azul e os uniformes usados fora de casa inverteram o esquema enquanto com "Orlando" em vez de Magic.
Para o 10º aniversário do Magic na temporada de 1998-99, um novo visual desenhado pela estilista Jhane Barnes foi revelado. As listras foram dispensadas e os uniformes agora apresentavam estrelas como pano de fundo.
O 15º aniversário do Magic na temporada de 2003-04 inspirou outra renovação no uniforme, optando por um visual mais limpo sem listras ou estrelas. As camisas da casa eram brancas e o logotipo era azul com guarnição prata e preto. A camisa de fora de casa reverteu para o nome da cidade e era azul. O logotipo e os números eram brancos com acabamento preto.
Para o 20º aniversário da equipe, na temporada de 2008-09, o Magic introduziu mais uma vez novos uniformes. O design combina os elementos dos três uniformes anteriores. As camisas da casa são brancas com listras prateadas, enquanto as camisas de fora de casa são azuis com listras brancas. A fonte usada para o número e o nome do jogador/equipe também foi atualizada para um visual mais moderno.
Quando o Magic se mudou para o Amway Center em 2010, eles revelaram um novo logotipo que pela primeira vez soletrou totalmente "Magic".
O Magic fez apenas alguns pequenos ajustes em seus uniformes quando a Nike se tornou o fornecedor de uniformes da liga em 2017. De 2017 a 2019, o Magic usou uniformes brancos da "Association", uniformes azuis "Icon" e uniformes pretos "Statement". A partir da temporada de 2019-20, o uniforme preto tornou-se o uniforme "Icon", enquanto um novo uniforme azul serviu como uniforme "Statement". O uniforme foi inspirado nos diferentes conjuntos que a equipe usou ao longo dos anos. A partir da temporada de 2020-21, os uniformes "Statement" apresentariam o logotipo da Jordan. O patrocinador da camisa é a Disney.

### Mascote

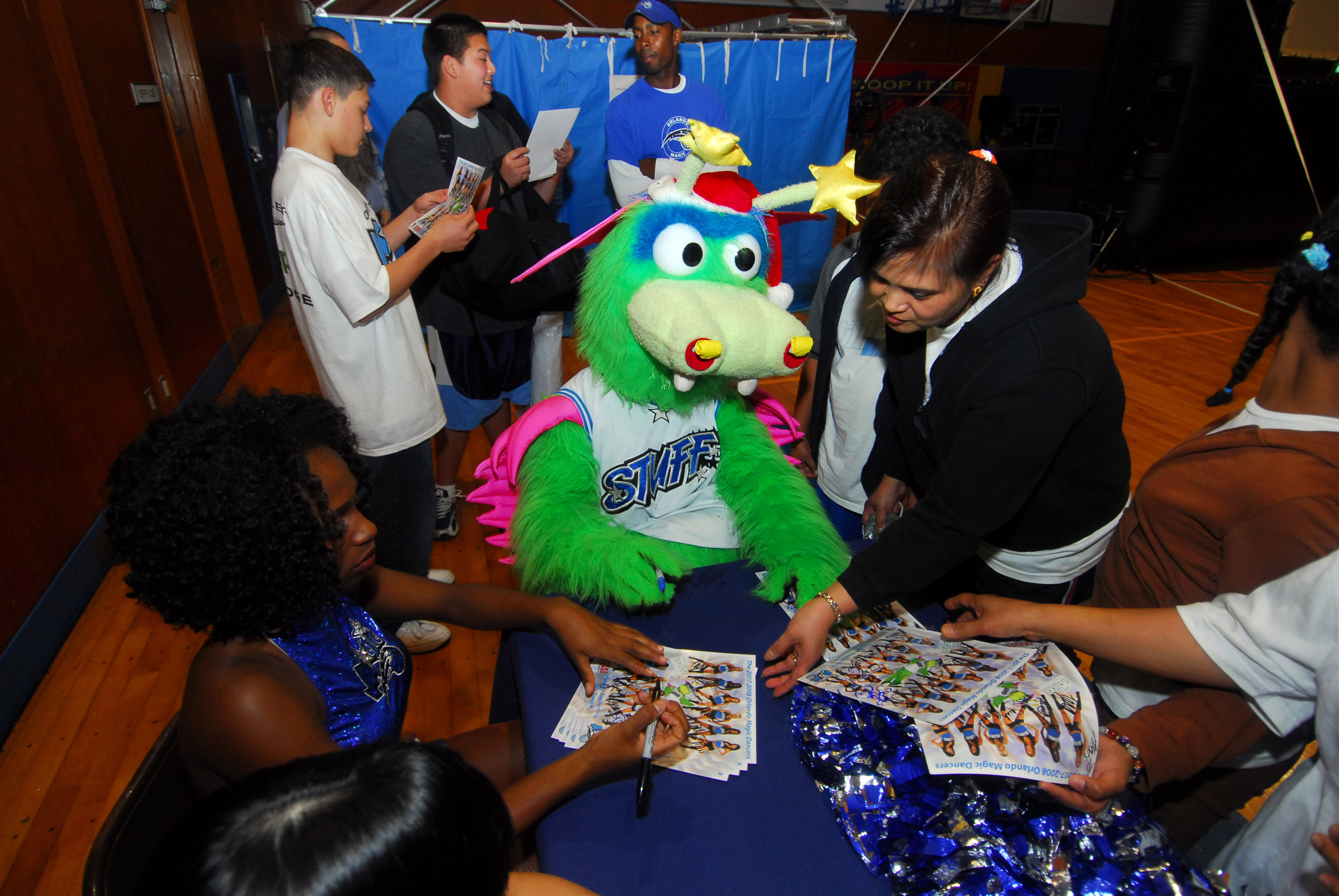
Stuff com as dançarinas do Orlando Magic.

Stuff the Magic Dragon tem sido o mascote do Magic desde 1989. Um dragão projetado por Wade Harrison e Bonnie Erickson da Acme Mascots, Inc, seu nome é um trocadilho com Puff the Magic Dragon.

## Jogadores

### Direitos de draft
Os Nets retêm os direitos de draft para as seguintes escolhas de jogadores de fora da NBA. Um jogador selecionado, seja um recrutador internacional ou um recruta da faculdade que não assine para a equipe que o recrutou, tem permissão para assinar com qualquer equipe que não seja da NBA. Nesse caso, a equipe reterá os direitos do jogador na NBA até um ano após o contrato do jogador com a equipe que não faz parte da NBA. Essa lista inclui direitos de draft que foram adquiridos de negociações com outras equipes.
| Draft | Rodada | Escolha | Jogador        | Pos. | Nacionalidade | Time atual             | Notas                       | Ref     |
| ----- | ------ | ------- | -------------- | ---- | ------------- | ---------------------- | --------------------------- | ------- |
| 2018  | 2      | 43      | Justin Jackson | F    | Canada        | Calgary Surge (Canadá) | Adquirido do Denver Nuggets | [ 132 ] |

### Números aposentados
| No. | Jogador               | Posição | Temporadas    |
| --- | --------------------- | ------- | ------------- |
| 6   | Fãs ("O Sexto Homem") | —       | 1989–Presente |
| 32  | Shaquille O'Neal      | C       | 1992–1996     |

### Hall da Fama da NBA
| Jogadores   | Jogadores         | Jogadores | Jogadores  | Jogadores   |
| No.         | Nome              | Posição   | Temporadas | Introduzido |
| ----------- | ----------------- | --------- | ---------- | ----------- |
| 21          | Dominique Wilkins | F         | 1999       | 2006        |
| 6           | Patrick Ewing     | C         | 2001–2002  | 2008        |
| 32          | Shaquille O'Neal  | C         | 1992–1996  | 2016        |
| 1           | Tracy McGrady     | G         | 2000–2004  | 2017        |
| 33          | Grant Hill        | F         | 2000–2007  | 2018        |
| 4           | Ben Wallace       | C/F       | 1999–2000  | 2021        |
| 15          | Vince Carter      | G/F       | 2009–2010  | 2024        |
| Treinadores |                   |           |            |             |
| Nome        | Nome              | Posição   | Temporadas | Introduzido |
| Chuck Daly  | Chuck Daly        | Treinador | 1997–1999  | 1994        |

### Hall da Fama do Orlando Magic
Em 2014, o Orlando Magic lançou o seu Hall da Fama, que homenageia jogadores, treinadores e executivos que tiveram grande impacto para a equipe e para a comunidade.
| Jogadores     | Jogadores         | Jogadores       | Jogadores           | Jogadores  |
| No.           | Nome              | Posição         | Temporadas          | Introdução |
| ------------- | ----------------- | --------------- | ------------------- | ---------- |
| 25            | Nick Anderson     | G               | 1989–1999           | 2014       |
| 32            | Shaquille O'Neal  | C               | 1992–1996           | 2015       |
| 1             | Penny Hardaway    | G               | 1993–1999           | 2017       |
| 1             | Tracy McGrady     | G/F             | 2000–2004           | 2018       |
| 10            | Darrell Armstrong | G               | 1995–2003           | 2020       |
| 3             | Dennis Scott      | F               | 1990–1997           | 2023       |
| Staff         |                   |                 |                     |            |
| Nome          | Nome              | Posição         | Temporadas          | Introdução |
| Pat Williams  | Pat Williams      | Co-Fundador     | 1988–Presente       | 2014       |
| Richard DeVos | Richard DeVos     | Dono            | 1991–2018           | 2016       |
| Jim Hewitt    | Jim Hewitt        | Fundador        | —                   | 2017       |
| David Steele  | David Steele      | Locutor         | 1989–Presente       | 2019       |
| Brian Hill    | Brian Hill        | Treinador       | 1993–1997 2005–2007 | 2022       |
| John Gabriel  | John Gabriel      | General manager | 1996–2004           | 2022       |

## Estatísticas gerais
Estatísticas atualizadas em 19 de dezembro de 2024.

### Jogos
| #  | País           | Nome              | Período              | Jogos |
| -- | -------------- | ----------------- | -------------------- | ----- |
| 1  | Estados Unidos | Nick Anderson     | 1989–1999            | 692   |
| 2  | Estados Unidos | Jameer Nelson     | 2004–2014            | 651   |
| 3  | Estados Unidos | Dwight Howard     | 2004–2012            | 621   |
| 4  | Montenegro     | Nikola Vučević    | 2012–2020            | 591   |
| 5  | Estados Unidos | Pat Garrity       | 1999–2008            | 513   |
| 6  | Estados Unidos | Darrell Armstrong | 1994–2003            | 502   |
| 7  | Turquia        | Hedo Türkoğlu     | 2004–2009, 2011–2013 | 497   |
| 8  | Estados Unidos | Dennis Scott      | 1990–1997            | 446   |
| 9  | França         | Evan Fournier     | 2014–2021            | 435   |
| 10 | Estados Unidos | Aaron Gordon      | 2014–2021            | 428   |

### Pontos
| #  | País           | Nome              | Período              | Pontos |
| -- | -------------- | ----------------- | -------------------- | ------ |
| 1  | Estados Unidos | Dwight Howard     | 2004–2012            | 11.435 |
| 2  | Estados Unidos | Nick Anderson     | 1989–1999            | 10.650 |
| 3  | Montenegro     | Nikola Vučević    | 2012–2020            | 10.423 |
| 4  | Estados Unidos | Tracy McGrady     | 2000–2004            | 8.298  |
| 5  | Estados Unidos | Jameer Nelson     | 2004–2014            | 8.184  |
| 6  | Estados Unidos | Shaquille O'Neal  | 1992–1996            | 8.019  |
| 7  | Turquia        | Hedo Türkoğlu     | 2004–2009, 2011–2013 | 7.216  |
| 8  | França         | Evan Fournier     | 2014–2021            | 7.049  |
| 9  | Estados Unidos | Anfernee Hardaway | 1993–1999            | 7.018  |
| 10 | Estados Unidos | Dennis Scott      | 1990–1997            | 6.603  |

### Rebotes
| #   | País           | Nome             | Período              | Rebotes |
| --- | -------------- | ---------------- | -------------------- | ------- |
| 1   | Estados Unidos | Dwight Howard    | 2004–2012            | 8.072   |
| 2.  | Montenegro     | Nikola Vučević   | 2012–2020            | 6.381   |
| 3.  | Estados Unidos | Shaquille O'Neal | 1992–1996            | 3.691   |
| 4.  | Estados Unidos | Nick Anderson    | 1989–1999            | 3.667   |
| 5.  | Estados Unidos | Horace Grant     | 1994–1999, 2001–2003 | 3.353   |
| 6.  | Estados Unidos | Aaron Gordon     | 2014–2021            | 2.753   |
| 7.  | Turquia        | Hedo Türkoğlu    | 2004–2009, 2011–2013 | 2.221   |
| 8.  | Estados Unidos | Bo Outlaw        | 1997–2002, 2005–2008 | 2.160   |
| 9.  | Estados Unidos | Tracy McGrady    | 2000–2004            | 2.067   |
| 10. | Estados Unidos | Jameer Nelson    | 2004–2014            | 2.038   |

### Assistências
| #   | País           | Nome              | Período              | Assistências |
| --- | -------------- | ----------------- | -------------------- | ------------ |
| 1   | Estados Unidos | Jameer Nelson     | 2004–2014            | 3.501        |
| 2.  | Estados Unidos | Scott Skiles      | 1989–1994            | 2.776        |
| 3.  | Estados Unidos | Darrell Armstrong | 1994–2003            | 2.555        |
| 4.  | Estados Unidos | Anfernee Hardaway | 1993–1999            | 2.343        |
| 5.  | Estados Unidos | Nick Anderson     | 1989–1999            | 1.937        |
| 6.  | Turquia        | Hedo Türkoğlu     | 2004–2009, 2011–2013 | 1.927        |
| 7.  | Estados Unidos | Elfrid Payton     | 2014–2018            | 1.805        |
| 8.  | Montenegro     | Nikola Vučević    | 2012–2020            | 1.668        |
| 9.  | Estados Unidos | Tracy McGrady     | 2000–2004            | 1.533        |
| 10. | França         | Evan Fournier     | 2014–2021            | 1.299        |

## Treinadores
Houve treze treinadores principais do Orlando Magic. O primeiro técnico da equipe foi Matt Guokas, que treinou a equipe por 328 jogos ao longo de quatro temporadas. Brian Hill é o líder de todos os tempos da equipe em jogos treinados na temporada regular (459) e mais jogos de temporada regular vencidos (267).
Stan Van Gundy foi o treinador da equipe desde o início da temporada de 2007-08 até o final da temporada de 2011-12. É o líder de todos os tempos do time em jogos de playoff (59), jogos de playoff ganhos (31), porcentagem de vitórias na temporada regular (0,657) e porcentagem de vitórias em playoffs (0,523).
Doc Rivers é o único técnico da equipe a ganhar o prêmio de Treinador do Ano da NBA após a temporada de 1999-2000.
| #  | Nome           | Temporadas    | Temporada regular | Temporada regular | Temporada regular | Temporada regular | Playoffs | Playoffs | Playoffs | Playoffs | Conquistas                                        | Referências |
| #  | Nome           | Temporadas    | J                 | V                 | D                 | %                 | J        | V        | D        | %        | Conquistas                                        | Referências |
| -- | -------------- | ------------- | ----------------- | ----------------- | ----------------- | ----------------- | -------- | -------- | -------- | -------- | ------------------------------------------------- | ----------- |
| 1  | Matt Guokas    | 1989–1993     | 328               | 111               | 217               | .338              | —        | —        | —        | —        |                                                   | [ 145 ]     |
| 2  | Brian Hill     | 1993–1997     | 295               | 191               | 104               | .647              | 36       | 18       | 18       | .500     |                                                   | [ 146 ]     |
| 3  | Richie Adubato | 1997          | 33                | 21                | 12                | .636              | 5        | 2        | 3        | .400     |                                                   | [ 147 ]     |
| 4  | Chuck Daly     | 1997–1999     | 132               | 74                | 58                | .561              | 4        | 1        | 3        | .250     |                                                   | [ 148 ]     |
| 5  | Doc Rivers     | 1999–2003     | 339               | 171               | 168               | .504              | 15       | 5        | 10       | .333     | Treinador do Ano na Temporada da NBA de 1999–2000 | [ 150 ]     |
| 6  | Johnny Davis   | 2003–2005     | 135               | 51                | 84                | .378              | —        | —        | —        | —        |                                                   | [ 151 ]     |
| 7  | Chris Jent     | 2005          | 18                | 5                 | 13                | .278              | —        | —        | —        | —        |                                                   | [ 152 ]     |
| —  | Brian Hill     | 2005–2007     | 164               | 76                | 88                | .463              | 4        | 0        | 4        | .000     |                                                   |             |
| 8  | Stan Van Gundy | 2007–2012     | 394               | 259               | 135               | .657              | 59       | 31       | 28       | .525     |                                                   | [ 153 ]     |
| 9  | Jacque Vaughn  | 2012–2015     | 216               | 58                | 158               | .269              | —        | —        | —        | —        |                                                   | [ 154 ]     |
| 10 | James Borrego  | 2015          | 30                | 10                | 20                | .333              | —        | —        | —        | —        |                                                   | [ 155 ]     |
| 11 | Scott Skiles   | 2015–2016     | 82                | 35                | 47                | .427              | —        | —        | —        | —        |                                                   | [ 156 ]     |
| 12 | Frank Vogel    | 2016–2018     | 164               | 54                | 110               | .329              | —        | —        | —        | —        |                                                   | [ 157 ]     |
| 13 | Steve Clifford | 2018–2021     | 227               | 96                | 131               | .423              | 10       | 2        | 8        | .200     |                                                   | [ 158 ]     |
| 14 | Jamahl Mosley  | 2021–Presente | 274               | 120               | 154               | .438              | 7        | 3        | 4        | .429     |                                                   | [ 159 ]     |

## Rivalidades

### Miami Heat
O Orlando Magic e o Miami Heat tem uma rivalidade porque ambas as equipes estão localizadas na Flórida. Outro ingrediente para a rivalidade eram os jogadores de alto calibre de ambos os times: Shaquille O'Neal e Penny Hardaway de Orlando e Alonzo Mourning e Tim Hardaway de Miami. Os dois se enfrentaram nos playoffs da NBA pela primeira vez e única vez em 1997, com o Miami batendo o Orlando por 3-2.
A rivalidade se intensificou com o estrelato crescente de Dwyane Wade e Dwight Howard, junto com a aquisição de estrelas de alto calibre como LeBron James e Chris Bosh. Quando Dwight Howard foi para o Los Angeles Lakers em agosto de 2012, a rivalidade diminuiu.

### Atlanta Hawks
O Atlanta Hawks e o Orlando Magic tiveram uma rivalidade intensa, principalmente decorrente dos playoffs e do estrelato crescente de Dwight Howard e Josh Smith, ambos do Draft de 2004 da NBA e que foram criados na Geórgia.
As duas equipes se enfrentaram nos playoffs da NBA em 1996, 2010 e 2011. O Magic derrotou o Hawks na segunda rodada dos playoffs de 1996 por 4–1 e venceu a segunda rodada de 2010 por 4–0, enquanto o Hawks eliminou o Magic por 4–2 na primeira rodada dos playoffs de 2011.

## Meios de comunicação

### Televisão
A atual equipe de locutores de televisão do Orlando Magic é formada por David Steele e Jeff Turner. Turner jogou pelo Magic de 1989 a 1996. Paul Kennedy e Dante Marchetelli atuam como repórteres de quadra, enquanto  o ex-técnico Brian Hill e o ex-jogador do Magic, Nick Anderson, são os apresentadores dos programas pré-jogo, intervalo e pós-jogo.
A partir da temporada de 2020-21, todos os jogos de Magic agora estão no Bally Sports Florida.

### Podcasts
O site oficial do Orlando Magic apresenta uma coleção de podcasts disponíveis no iTunes, incluindo "Magic Overtime with Dante and Galante".